# 青木大一
青木 大一（あおき だいいち、1943年9月27日 - ）は、日本の経営者である。
長野県出身。1965年早稲田大学政治経済学部中退。1972年日精樹脂工業に入社した。1978年日精エー・エス・ビー機械社長。1998年から会長。2016年から会長兼社長、2017年から会長・CEOを務める。

## 注
1. ↑  IR BANK
2. 1 2 3  日精エー・エス・ビー機械社長に青木大一氏

| スタブアイコン | サブスタブ | この項目は、まだ閲覧者の調べものの参照としては役立たない、人物に関連した書きかけの項目です。この項目を加筆・訂正などしてくださる協力者を求めています（P:人物伝/PJ:人物伝）。 |